# Dvajsetkotnik
Dvajsetkotnik (tudi 20-kotnik ali s tujko ikozagon) je mnogokotnik z 20-timi stranicami in 20-timi notranjimi koti.

## Konstrukcija
Dvajsetkotnik lahko narišemo z ravnilom in šestilom. Spodaj je animacija, ki prikazuje risanje dvajsetkotnika.
.

## Splošne značilnosti
Ploščina (p) dvajsetkotnika, ki ima stranico dolgo a, je:
{\displaystyle p=5a^{2}{4}a^{2}\cot {\frac {\pi }{20}}=\simeq 31,5688\,a^{2}\!\,.}
Vsota vseh notranjih kotov dvajsetkotnika je enaka 3240º. Notranji kot je 162º, kar pomeni, da je zunanji kot enak 18º.
Simetrijska grupa je diedrska D20 oziroma t{10}. Notranji kot je približno 162º. Dvanajstkotnik je konveksen, enakostraničen mnogokotnik, tetiven ter ima izogonalno in izotaksalno obliko. Njegov Schläflijev simbol je {20}. Coxeter-Dinkinova diagrama sta  in .

## Petriejevi mnogokotniki
Pravilni dvajsetkotnik je Petriejev mnogokotnik za mnoge politope z višjimi razsežnostmi. Petriejeve mnogokotnike se običajno prikazuje v poševni ortogonalni projekciji:
| A9      | 19-simpleks (19D)      |                          |                                 |                                      |                                |                                  |                                |                                |                      |
| BC10    | 10-ortopleks           | Popravljeni 10-ortopleks | Trojno popravljeni 10-ortopleks | Štirikratno popravljeni 10-ortopleks | Petkratno popravljena 10-kocka | Štirikratno popravljena 10-kocka | Trikratno popravljena 10-kocka | Dvakratno popravljena 10-kocka | Popravljena 10-kocka |
| D11     | 11-polkocka            |                          |                                 |                                      |                                |                                  |                                |                                |                      |
| E8 [20] | (421)                  | t1(421)                  | t2(421)                         | t3(421)                              | t4(421)                        | t0(241)                          | t1(241)                        | t0(142)                        |                      |
| H4 [20] | Popravljena 600-celica | 600-celica               |                                 |                                      |                                |                                  |                                |                                |                      |